# مارک گوردون
مارک گوردون (به انگلیسی: Mark Gordon) (زاده ۱۰ اکتبر ۱۹۵۶، ویرجینیا) تهیه‌کننده آمریکایی است. از جمله فیلم‌هایی که وی تهیه‌کنندگی آن را به عهده داشته‌است، می‌توان به میهن‌پرست اشاره کرد.